# ロックウール

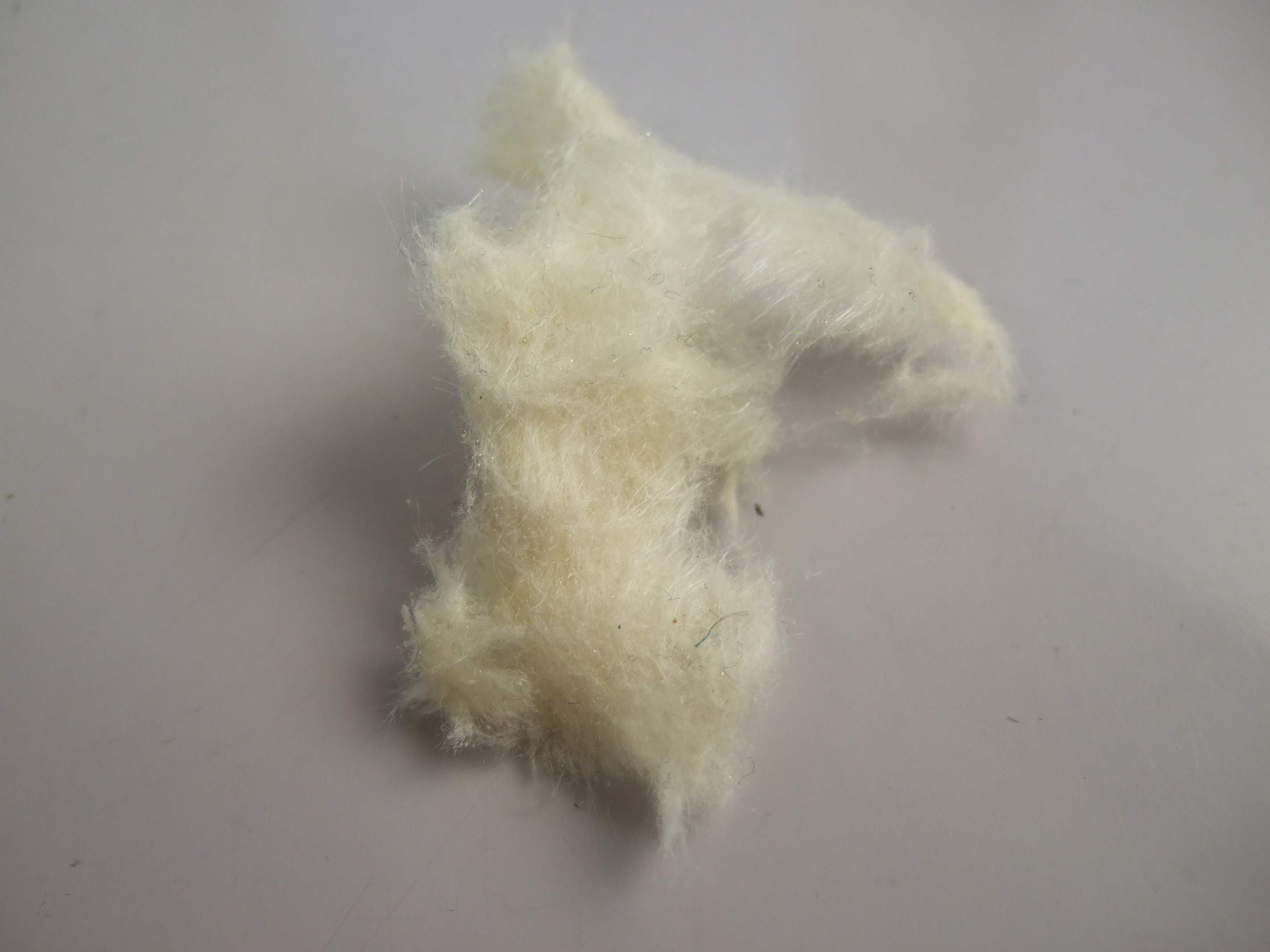
ロックウールの繊維

ロックウールあるいは岩綿（がんめん）とは玄武岩、鉄炉スラグなどに石灰などを混合し、高温で溶解し生成される人造鉱物繊維である。建築物などの断熱材や培地として広く用いられるほか、吸音材としても用いられている。耐火性にも優れていることから、アスベストの代替材として広く使われるようになった。主成分は二酸化ケイ素と酸化カルシウムで、単繊維径は3 - 10μm。

## 特徴

### 断熱材用

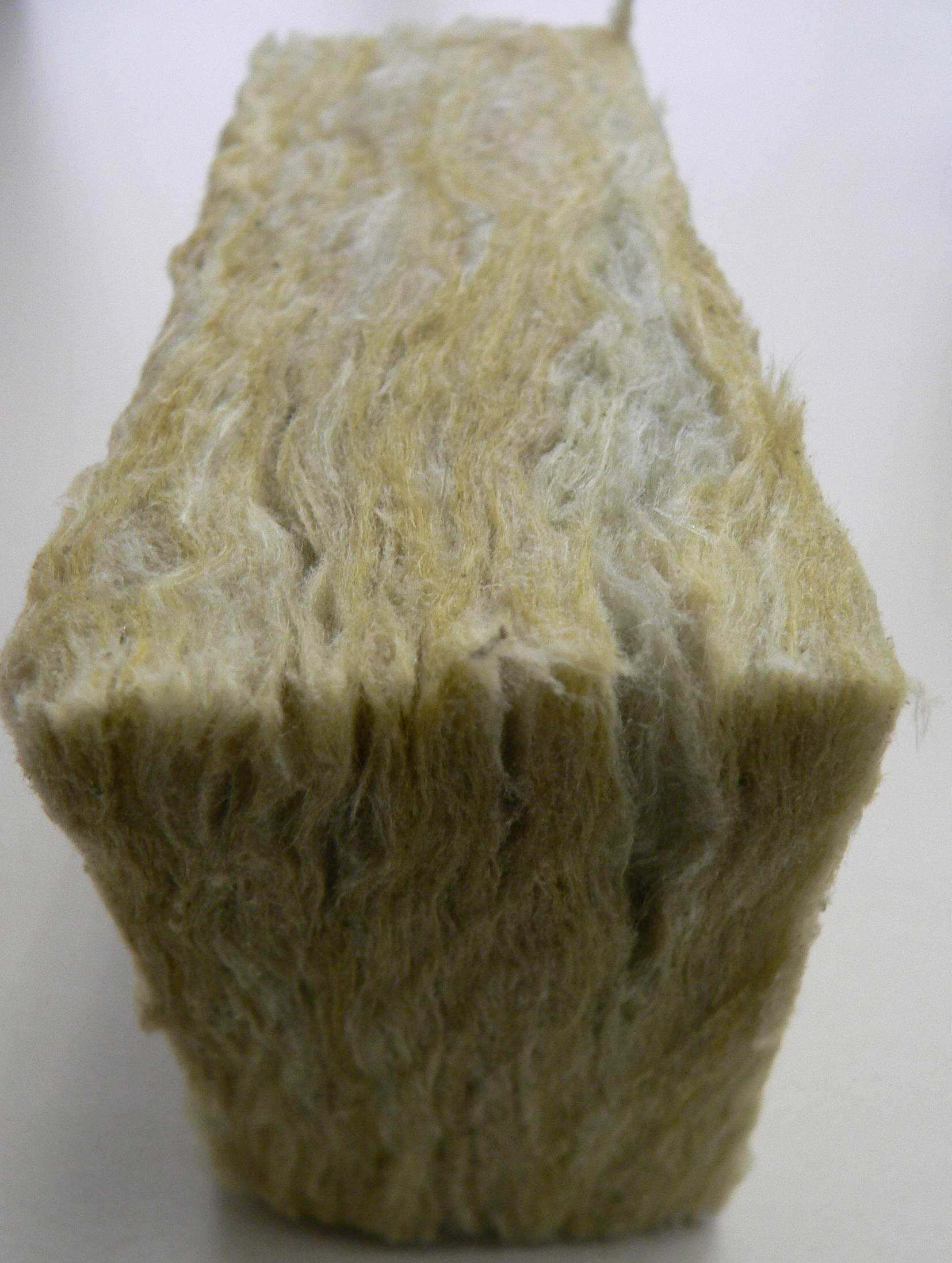
成型されたロックウール

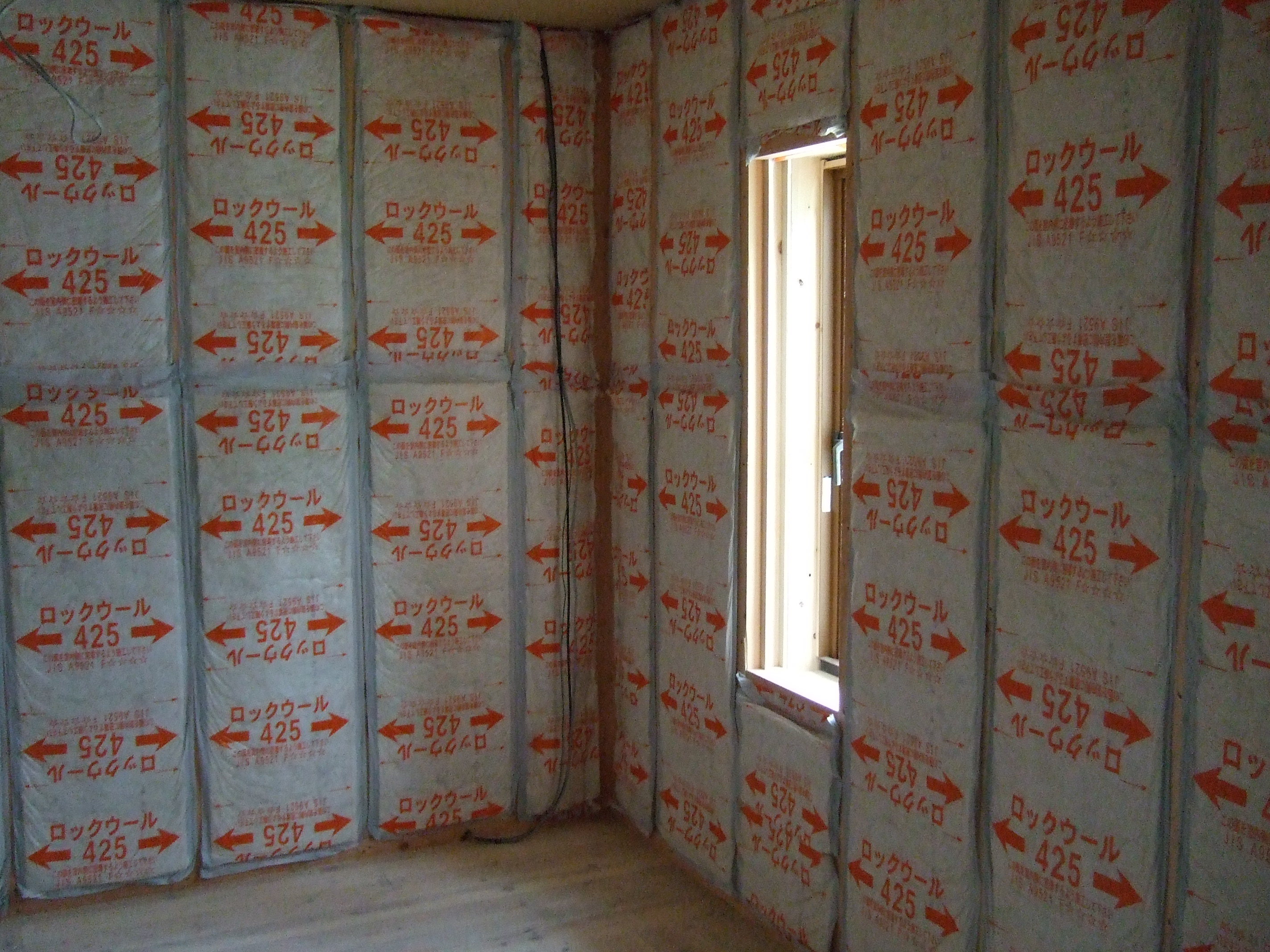
ビニールに包まれたロックウール

吹き付け用（湿式施工）と成型品（乾式施工）がある。また成型品には施工を容易にするために、ビニール袋に包んだ製品も多い。
セ氏700度まで形状を維持できるだけの耐熱性能があり、400度までのグラスウールよりも性能が良いが、ビニール袋やバインダーとして使用される接着剤のために火炎によって黒煙を発生する点はグラスウールと同様である。水に対してはグラスウールよりも非常に良好で、撥水性があり吸湿性が低い。グラスウールには無いアルカリに対する耐薬品性がある。価格はグラスウールよりわずかに高価となる。

### 養液栽培培地用
- CEC : 無視できるほど低い
- 緩衝能 : ない。

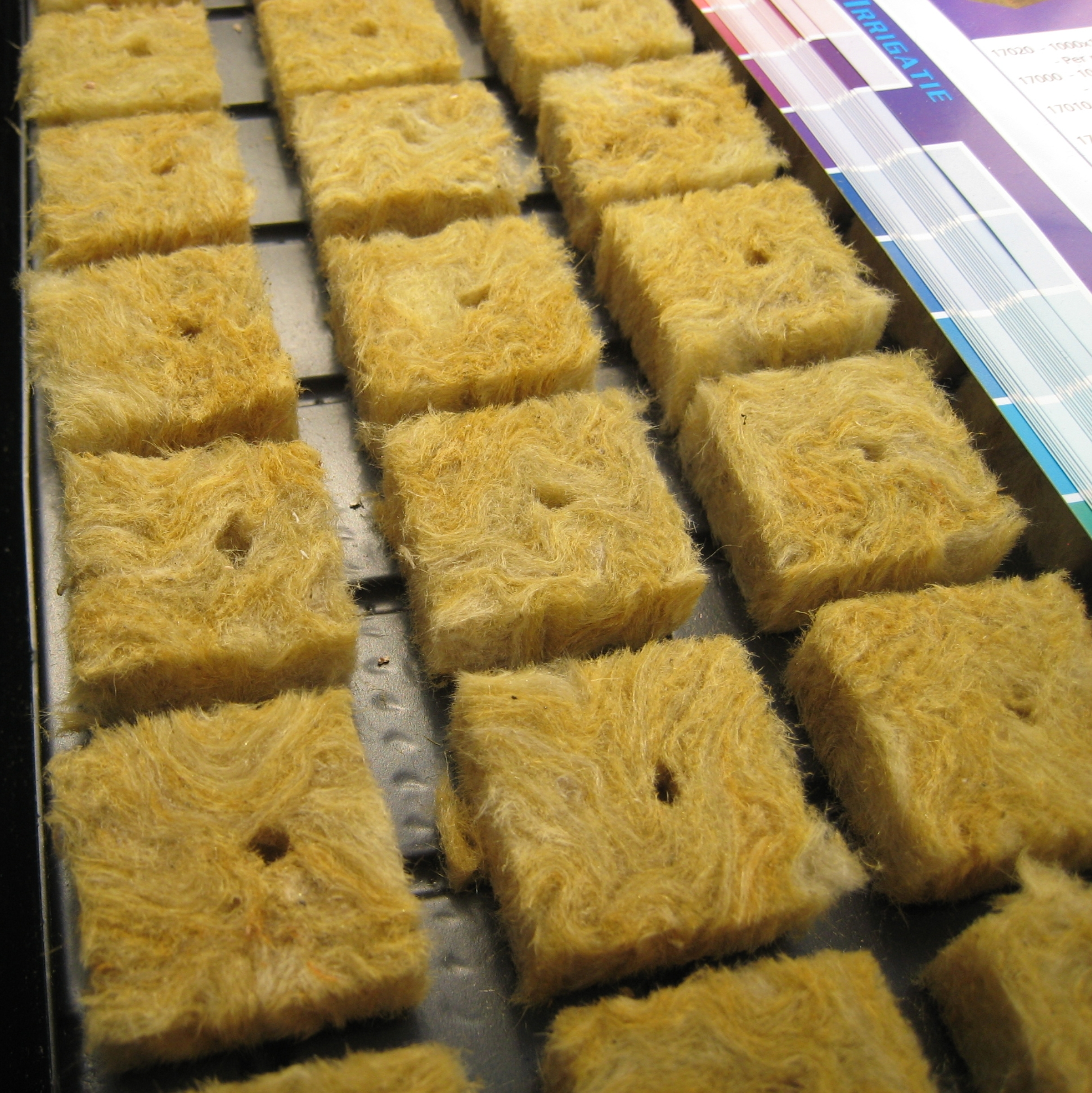
培地用に形成されたロックウール

- pH : 7.0前後 - これは、栽培に適するようpHの調整を行ったためであり、元のロックウールのpHは栽培に適さないほど高い。pHの調整を行った後のロックウールは、pH7前後を長く維持する。
- 固相率 : 約4 %
- 成形と粒状の2通りの形状がある。

## 製造
原料のスラグや岩石を1500 - 1600度の電気炉で溶解し、溶融物を遠心力で吹き飛ばして空気中で固化させて製造する。要は綿菓子の製法と同じである。形成する場合はバインダー・撥水剤としてフェノール-ホルムアルデヒド樹脂を添加して形を整えて出荷される。日本では主にスラグを原料としたスラグウール (slag wool) が生産されているが、繊維性を向上させるために原料に天然岩石も添加されるのが普通である。

## 安全性
ロックウールおよびロックウール製品は、人造鉱物繊維であるので、労働安全衛生法第57条の2（文書等の発行いわゆるMSDS（製品安全データシート）の発行）の対象物質である。

### ホルムアルデヒド
ロックウールはグラスウールと同様に、製造時に重量の最大4.5%程度のフェノール樹脂とその類似物を使用する。したがって175度以上に加熱すると、フェノール樹脂等の熱分解生成物が発生する。ロックウール工業会で390度の条件下で実験を行なった結果、アセトン、フェノール、N，N-ジメチルホルムアミド等が微量発生することが報告されている。火災時や高温部分での使用には注意が必要とされている。ただし常温の製品から遊離されるホルムアルデヒドは微量であり建築基準を満たすものとなっている。

### 発癌性
国際がん研究機関 (IARC) は2001年にロックウールを「発ガン性を分類できない（innocent：グループ3）」に分類した。これによって日本やアメリカでも「発癌性なし」という取り扱いになった。
一方、以下のような見解もある。
- EUでは1997年に「発ガン性の可能性あり (possible)」と分類し[4]、シンボルマーク（×印）等による表示義務がある。
- 国際化学物質安全計画 (IPCS) の作成した国際化学物質安全性カード (ICSC) には「長期または反復暴露の場合、人で発ガン性を示す可能性あり」と表記されている[5]。
- ドイツでは「確率的に発ガン性の可能性あり (probable)」とされている。ただし発癌性が認められたのは、実験動物の腹腔内への投与（1988年）であり人体で発癌性が確認された訳ではない。またドイツでは生体内で溶解しない耐久性断熱材繊維 (bio persistent fiber) を危険物に指定し、建材として生産したり流通させることを禁止する法令を制定（2000年）する一方[6]で、自然系断熱材を使用した家を補助金を支給して奨励している若干特殊な事情[7]がある。

## 石綿との関係
- 天然鉱物繊維である石綿（アスベスト）と外観が似ているが、全くの別物である。単繊維径は3 - 10μmと石綿と比べて非常に大きい。1988年以前に製造されたロックウールは石綿製品のラインを流用したプラントで製造された製品が多く、ライン内に残留した石綿が若干ながら混入している事がある。また、かつては耐火被覆材の吹き付けにロックウールが用いられた際、品質を高めるために繋ぎ剤として石綿が混ぜられていたこともあった。
- ロックウールは酢酸に漬けると接着剤が溶けてばらばらになるが、石綿は酢酸に漬けても変化しないので鑑別できる。また指で揉むとロックウールは粉末状になるが、石綿は細かくなるものの繊維の形状を保つのが特徴である。工業的には、X線回折法によって完璧に鑑別できる[8]。
- 鉱物性繊維は、その成分には関係なく、(1) 繊維が細いこと、(2) 肺胞内マクロファージの貪食作用に耐える、という2点に合致することで発癌性が発揮される[9]。発癌性の低さはあくまで「石綿と比較して繊維が非常に太い」ことによるためであり、石綿と違う成分であることに由来するものではない[10][11]。

## 廃棄
廃棄物として発生したロックウールは、廃棄物の処理及び清掃に関する法律に基づく「ガラスくず・コンクリートくず及び陶磁器くず」に該当し、産業廃棄物として適切に処理することが必要で、埋め立て等によって処分される。